# Enoplognatha deserta
Enoplognatha deserta là một loài nhện trong họ Theridiidae.
Loài này thuộc chi Enoplognatha. Enoplognatha deserta được miêu tả năm 1981 bởi Levy & Amitai.